# زیردریایی یو-۲۵۹
زیردریایی یو-۲۵۹ (به انگلیسی: German submarine U-259) یک زیردریایی بود که طول آن ۶۷٫۱ متر (۲۲۰ فوت ۲ اینچ) بود. این زیردریایی در سال ۱۹۴۱ ساخته شد.